# دهبد، سمرقند
دهبد (به ازبکی: Dahbed) یک منطقهٔ مسکونی در ازبکستان است که در شهرستان آق‌دریا واقع شده‌است. دهبد ۹٬۰۰۰ نفر جمعیت دارد.